# Campeonato Mundial de Gimnasia en Trampolín de 2010
El XXVII Campeonato Mundial de Gimnasia en Trampolín se celebró en Metz (Francia) entre el 11 y el 13 de noviembre de 2010 bajo la organización de la Federación Internacional de Gimnasia (FIG) y la Federación Francesa de Gimnasia.
Las competiciones se realizaron en el Les Arènes de la ciudad francesa. 